# Herbert Zielinski
Herbert Zielinski (* 8. März 1947 in Herne) ist ein deutscher Mittelalterhistoriker.
Herbert Zielinski wurde im Oktober 1970 an der Justus-Liebig-Universität Gießen bei Carlrichard Brühl über die spoletinischen Privaturkunden des 8. Jahrhunderts promoviert. Seine Habilitation erfolgte ebenfalls 1980/81 in Gießen. Dort wurde er 1981 Privatdozent und 1990 Professor. 
Zielinski arbeitete an der Vollendung des von Luigi Schiaparelli begründeten und von Brühl wieder aufgegriffenen Codice Diplomatico Longobardo mit, den er 2003 mit dem Teilband IV,2, der die Diplome der Herzöge von Benevent enthält, zum Abschluss bringen konnte. Für den Codex diplomaticus Regni Siciliae edierte er die Urkunden der normannischen Könige Tankred und Wilhelm III. und war dann langjähriger Mitarbeiter der Gießener Arbeitsstelle der Regesta Imperii, für die er von 1991 bis 2013 vier Teile des Teilbandes 3 „Die Regesten des Regnum Italiae und der burgundischen Regna“ der ersten Abteilung, die der Karolingerzeit gewidmet ist, veröffentlicht hat.

## Schriften (Auswahl)
Monographien
- Studien zu den spoletinischen „Privaturkunden“ des 8. Jahrhunderts und ihrer Überlieferung im Regestum Farfense (= Bibliothek des Deutschen Historischen Instituts in Rom. Bd. 39). Niemeyer Tübingen 1972, ISBN 3-484-80059-3.
- Der Reichsepiskopat in spätottonischer und salischer Zeit. Steiner, Stuttgart 1984, ISBN 3-515-03911-2.

Quelleneditionen
- Tancredi et Willelmi III. regum diplomata. Böhlau, Köln 1982, ISBN 3-412-04280-3.
- Die Karolinger im Regnum Italiae 840–887 (888). Wagner, Innsbruck 1991, ISBN 3-412-07890-5.
- Johannes Haller und Karl Straube. Eine Freundschaft im Spiegel der Briefe. Edition und Kommentar (= Studia Giessensia, Neue Folge, Band 5), Georg Olms Verlag: Hildesheim/Zürich/New York 2018.